# ワイズプロジェクト
株式会社ワイズプロジェクト（Y's PROJECT）は、日本のテレビ番組制作会社。
大阪市に本社を持つ番組制作会社。主に報道番組・情報番組・ドキュメンタリーを中心にテレビ番組を制作している。

## 沿革
- 1985年 株式会社バックスを設立。
- 1995年 株式会社ワイズプロジェクトを設立し、株式会社バックスからの業務を移管する。
- 2003年 BSフジ『旅するハイビジョン 全国百線鉄道の旅』制作開始（2013年現在も放送中）。
- 2011年 大阪市北区西天満より神山町に移転。

## 主な担当番組
- 旅するハイビジョン 全国百線鉄道の旅（BSフジ）
- 報道ステーション（テレビ朝日）
- スクープスペシャル（テレビ朝日）
- テレメンタリー（テレビ朝日）